# کیک پاندان
کیک پاندان (انگلیسی: Pandan cake) یک کیک اسفنجی سبک و سبز رنگ است که با عصاره برگ پاندانوس آمریلیفوس طعم‌دار شده‌ است. این کیک در کشورهای شرق آسیا نظیر اندونزی، مالزی، سنگاپور، ویتنام، کامبوج، لائوس، تایلند، سری لانکا، هنگ کنگ و چینو همچنین در کشورهایی اروپایی مثل هلند محبوب است.